# Radu Gînsari
Radu Gînsari (ur. 10 grudnia 1991 w Kiszyniowie) – mołdawsko-rumuński piłkarz, występujący na pozycji pomocnika w mołdawskim klubie Milsami Orgiejów, 47-krotny reprezentant Mołdawii.

## Statystyki

### Klubowe
Na podstawie:
| Klub                        | Sezonów | Liga                 | Liga  | Liga   | Puchar krajowy | Puchar krajowy | Kontynentalne | Kontynentalne | Suma  | Suma   |
| Klub                        | Sezonów | Liga                 | Mecze | Bramki | Mecze          | Bramki         | Mecze         | Bramki        | Mecze | Bramki |
| --------------------------- | ------- | -------------------- | ----- | ------ | -------------- | -------------- | ------------- | ------------- | ----- | ------ |
| Academia UTM Kiszyniów      | 1       | Divizia Națională    | 18    | 12     | 0              | 0              | –             | –             | 18    | 12     |
| Zimbru Kiszyniów            | 1       | Divizia Națională    | 23    | 6      | 0              | 0              | –             | –             | 23    | 6      |
| Sheriff Tyraspol            | 3       | Divizia Națională    | 64    | 13     | 1              | 0              | 7             | 0             | 72    | 13     |
| Hapoel Hajfa                | 2       | Ligat ha’Al          | 65    | 8      | 6              | 1              | 4             | 0             | 75    | 9      |
| Krylja Sowietow Samara      | 1       | Priemjer-Liga        | 10    | 1      | 0              | 0              | –             | –             | 10    | 1      |
| Hapoel Ironi Kirjat Szemona | 1       | Ligat ha’Al          | 4     | 1      | 0              | 0              | –             | –             | 4     | 1      |
| Krylja Sowietow Samara      | 1       | Priemjer-Liga        | 8     | 2      | 1              | 0              | –             | –             | 9     | 2      |
| Milsami Orgiejów            | 2       | Divizia Națională    | 7     | 6      | 0              | 0              | 4             | 1             | 11    | 7      |
| AO Ksanti                   | 1       | Superleague Ellada 2 | 23    | 3      | 1              | 0              | –             | –             | 24    | 3      |
| Milsami Orgiejów            | 2       | Divizia Națională    | 33    | 13     | 4              | 2              | 6             | 3             | 43    | 18     |
|                             | Łącznie | Łącznie              | 70    | 12     | 5              | 2              | 4             | 0             | 76    | 14     |

### Reprezentacyjne
Na podstawie:
Tabela przedstawia spotkania, w których zawodnik zdobył bramkę dla swojej reprezentacji.
| Gole w reprezentacji | Gole w reprezentacji | Gole w reprezentacji | Gole w reprezentacji | Gole w reprezentacji | Gole w reprezentacji | Gole w reprezentacji | Gole w reprezentacji | Gole w reprezentacji |
| Lp.                  | Data                 | Miasto               | Przeciwnik           | Wynik                | Czas                 | Gole                 | Inne                 | Rozgrywki            |
| -------------------- | -------------------- | -------------------- | -------------------- | -------------------- | -------------------- | -------------------- | -------------------- | -------------------- |
| 1.                   | 03.06.2016           | Lugano               | Szwajcaria           | 1:2 (0:1)            | 1'–90'               | 69'                  |                      | mecz towarzyski      |
| 2.                   | 27.03.2017           | Eskişehir            | Turcja               | 1:3 (0:2)            | 1'–90'               | 90+2'                | 39'                  | mecz towarzyski      |
| 3.                   | 15.11.2020           | Netanja              | Izrael               | 1:1 (0:0)            | 1'–90'               | 51'                  |                      | mecz towarzyski      |
| 4.                   | 11.06.2017           | Kiszyniów            | Gruzja               | 2:2 (2:0)            | 1'–90'               | 15'                  |                      | Eliminacje MŚ 2018   |
| 5.                   | 12.10.2018           | Kiszyniów            | San Marino           | 2:0 (1:0)            | 1'–79'               | 31', 67'             |                      | Liga Narodów UEFA    |
| 6.                   | 01.09.2021           | Kiszyniów            | Luksemburg           | 1:1 (0:0)            | 1'–82'               | 58' (k)              |                      | Liga Narodów UEFA    |

## Sukcesy
Na podstawie:

### Klubowe
Z Sheriffem:
- Mistrz Mołdawii 2015/16
- Puchar Mołdawii 2014/15, 2016/17
- Superpuchar Mołdawii 2014/15, 2015/16

Z Zimbru:
- Puchar Mołdawii 2013/14

Z Hapoelem Hajfa:
- Puchar Izraela 2017/18
- Superpuchar Izraela 2017/18